# Hoher Nock
L'Hoher Nock (1.963 m s.l.m. - anche Hohe Nock) è la montagna più alta delle Prealpi dell'Alta Austria nelle Alpi del Salzkammergut e dell'Alta Austria. Si trova in Alta Austria a nord di Windischgarsten.